# Гигрофор букововидный
Гигрофор букововидный (лат. Hygrophorus penarioides) — вид рода Гигрофор семейства Гигрофоровые. Распространён в Швеции. Растёт у дубов. Похож на гигрофор буковый (Hygrophorus penarius) и был сначала именно так идентифицирован. Латинское видовое название penarioides означает «подобный буковому».